# Рудник Жетково
Рудник Жетко́во (рос. Рудник Жетково) — населений пункт без офіційного статусу у складі Балейського району Забайкальського краю, Росія. Входить до складу Нижньогірюнінського сільського поселення.

## Населення
Населення — 69 осіб (2010; 95 у 2002).
Національний склад (станом на 2002 рік):
- росіяни — 100 %